# Podolje
Podolje est une localité de Croatie située dans la municipalité de Draž, comitat d'Osijek-Baranja. Au recensement de 2001, elle comptait 168 habitants. Elle est habitée par des Magyars.